# Turza (powiat zawierciański)
Turza – wieś w Polsce, położona w województwie śląskim, w powiecie zawierciańskim, w gminie Łazy.
W latach 1975–1998 miejscowość położona była w województwie katowickim. Przez miejscowość przebiega droga wojewódzka nr 796.

## Integralne części wsi
| SIMC    | Nazwa     | Rodzaj    |
| ------- | --------- | --------- |
| 0216906 | Kądzielów | część wsi |